# Subklinisk

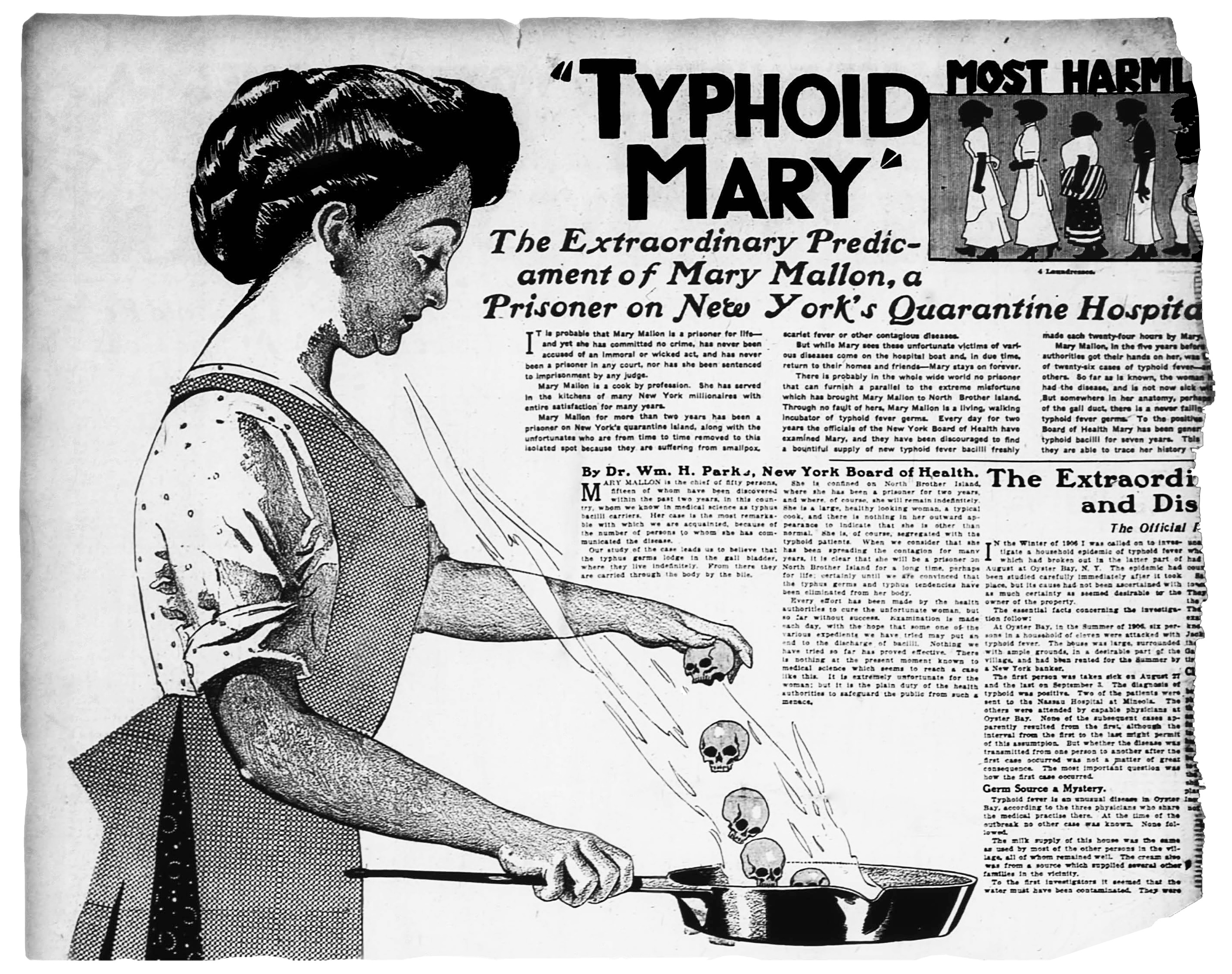
Typhoid Mary (1869-1938) var ett känt fall av subklinisk infektion. Hon var smittbärare av tyfoidfeber, men hade själv inga påtagliga symtom och kunde därför under lång tid arbeta som kokerska och smitta 47 personer. När hennes smitta upptäcktes fick hon till slut tvångsisoleras, eftersom hon inte ville samarbeta med myndigheterna.

Subklinisk är en medicinsk term för en ej fullt utvecklad sjukdom. Därför förekommer inga, eller mycket milda, symtom på sjukdomen. Begreppet används både på infektioner och på bland annat ämnesomsättningssjukdomar.